# Einar Hansen (calciatore 1892)
Einar Hansen (11 luglio 1892 – 30 agosto 1951) è stato un calciatore norvegese, di ruolo attaccante.

## Carriera

### Club
Hansen giocò con la maglia del Frigg.

### Nazionale
Conta 6 presenze per la Norvegia. Esordì il 3 settembre 1912, nella sconfitta per 4-2 contro la Svezia.